# Pseudobagrus omeihensis
Pseudobagrus omeihensis är en fiskart som först beskrevs av Nichols, 1941.  Pseudobagrus omeihensis ingår i släktet Pseudobagrus och familjen Bagridae. Inga underarter finns listade i Catalogue of Life.